# Liste des ponts de Bruxelles
Afin de permettre le croisement de flux de circulation ou le franchissement d'obstacles, de nombreux ouvrages d'art ont été créés en région bruxelloise.

## Ponts sur le canal
Le canal de Charleroi et le canal de Willebroeck, qui traversent la région bruxelloise, sont franchis par plusieurs ouvrages d'art.
Du sud au nord :

### Sur le canal de Charleroi

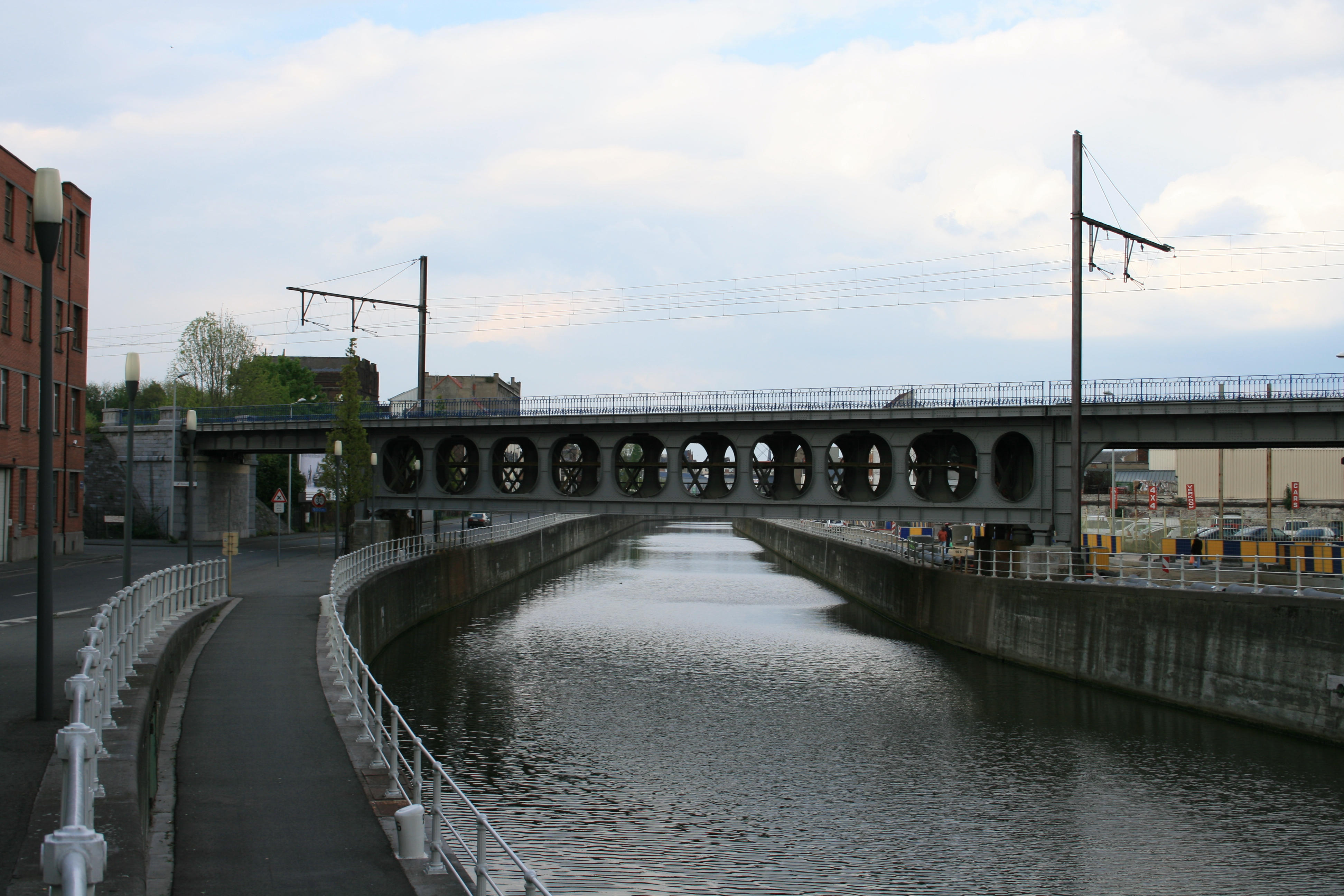
Pont Vierendeel d'Anderlecht

- Passage du Ring Ouest sur le canal
- Pont ferroviaire d'Anderlecht (pont en maçonnerie)
- Pont de l'écluse d'Anderlecht
- Pont Paepsem
- Pont de la Petite-Île
- Pont de Cureghem
- Pont Vierendeel d'Anderlecht
- Pont de métro Delacroix
- Pont de Ropsy-Chaudron
- Pont de la rue de Liverpool
- Passerelle de la rue de Gosselies
- Pont de la chaussée de Ninove
- Pont de la rue de Flandre
- Passerelle Comte de Flandre[N 1]
- Pont du Petit Chateau
- Ponts de la place Sainctelette[N 2]

### Sur le canal de Willebroeck
- Ponts de la place Sainctelette[N 2]
- Pont Suzan Daniel[N 1]
- Pont des Armateurs
- Pont du Square De Trooz

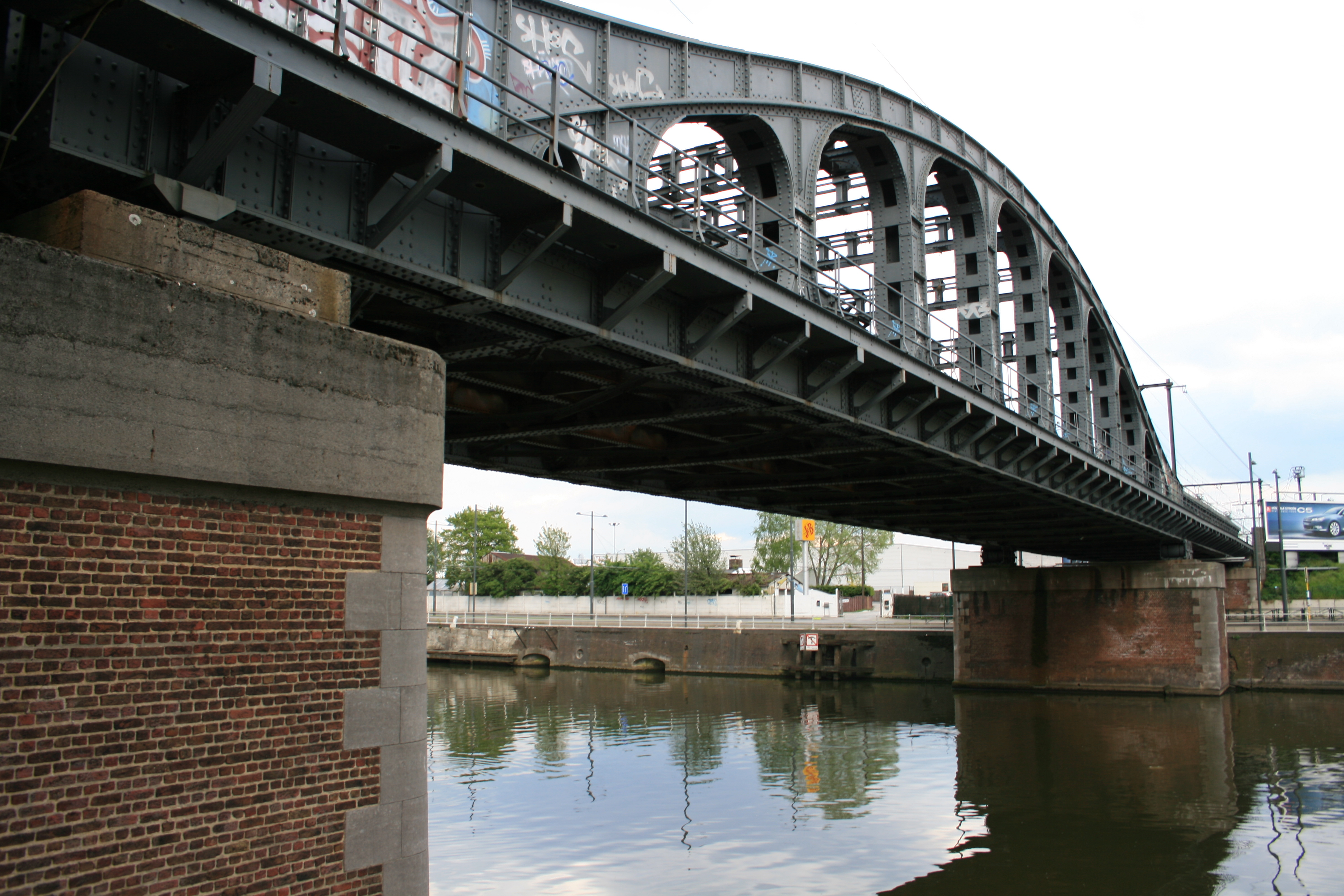
Pont Vierendeel de Laeken

- Pont ferroviaire de Laeken (pont Vierendeel)
- Pont Van Praet
- Pont de Buda
- Viaduc de Vilvorde (situé en partie en région flamande)

## Passerelles

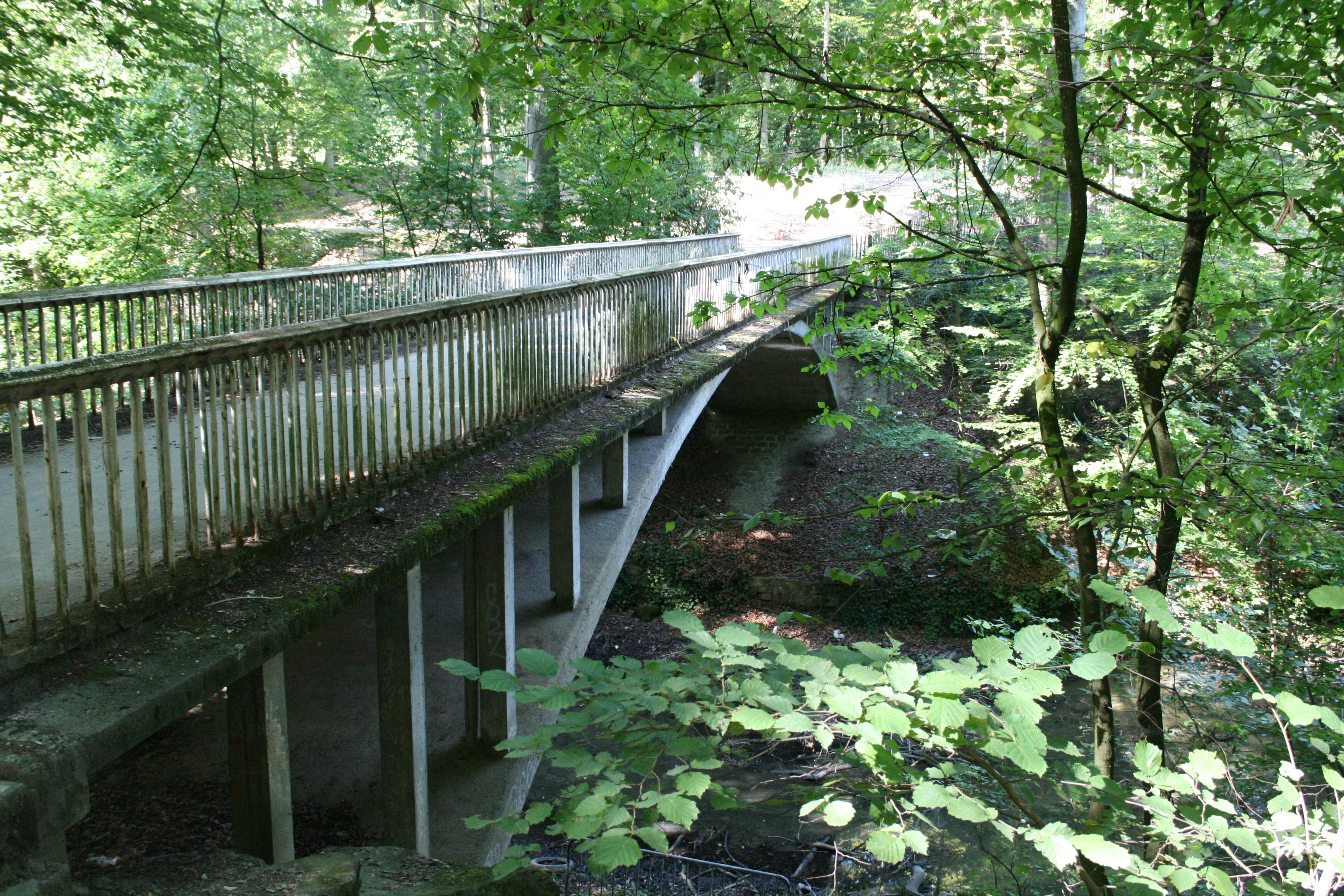
Passerelle du Parc d'Osseghem

- Passerelle de la Chaussée de Stockel, sur la promenade verte
- Passerelle de la Chaussée de Wavre, sur la promenade verte
- Passerelle de la rue de Gosselies
- Passerelle de la Woluwe, avenue de Tervuren, sur la promenade verte
- Passerelle du Boulevard des Invalides, sur la promenade verte
- Passerelle du Parc des Expositions, au Heysel
- Passerelle du Parlement européen
- Passerelle du Peterbos
- Passerelle de la gare du Vivier-d'Oie, à Uccle
- Passerelle Fransman

## Ponts et viaducs de chemin de fer
- Pont de la chaussée d'Etterbeek
- Pont de la rue du Miroir
- Pont de la rue du Charroi
- Pont ferroviaire de Schaerbeek
- Viaduc du boulevard du Midi
- Viaduc ferroviaire de la Pède

## Ponts et viaducs routiers
- Pont Albert
- Pont de l'Humanité
- Pont de l'avenue du Jubilé
- Pont de la place de la Justice
- Pont de la chaussée de Haecht
- Pont de la chaussée de Helmet
- Pont de la rue du Germoir
- Pont Gray-Couronne
- Pont Sobieski (pont Colonial)
- Pont Teichmann (construit en 1905 et remplacé en 1986)[1]
- Viaduc autoroutier de la Pède
- Viaduc de Vilvorde
- Viaduc des Trois Fontaines
- Viaduc d’Hermann Debroux